# Pollenzo
Pollenzo is een plaats (frazione) in de Italiaanse gemeente Bra.